# Federazione pallavolistica della Guyana francese
La Federazione guianese di pallavolo (fra. Ligue de Guyane de Volley-Ball, LGV) è un'organizzazione fondata nel 2003 per governare la pratica della pallavolo in Guyana francese.
Organizza il campionato maschile e femminile, e pone sotto la propria egida la selezione maschile e femminile.
Ha aderito alla FIVB nel 1997.